# Belgische Grondwet

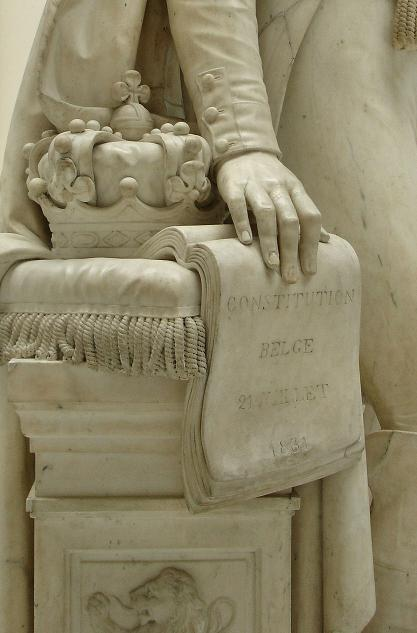
De hand van koning Leopold I rustend op de grondwet (detail van een standbeeld van Willem Geefs, ca. 1853).

Nationale kokarde zoals gedragen tijdens de grondwetgevende bijeenkomsten.

De Belgische Grondwet (Frans: Constitution belge, Duits: Verfassung Belgiens) werd aangenomen op 7 februari 1831. Hij organiseert België als een parlementaire, constitutionele monarchie, met ministeriële verantwoordelijkheid voor het regeringsbeleid en scheiding tussen wetgevende, uitvoerende en rechterlijke macht.
Bij het opstellen van de Grondwet was België een unitaire staat, maar sinds 1970 is het land geleidelijk omgevormd tot een federale staat in het kader van opeenvolgende staatshervormingen. Naar aanleiding van deze ingrijpende wijzigingen werd besloten tot een herschikking, de Gecoördineerde Grondwet van 11 februari 1994.
De Grondwet is mee geëvolueerd met de politieke geschiedenis, maar elementaire principes uit 1831 zijn vandaag nog steeds van toepassing. Exhaustief is de Grondwet niet: enkele grondrechten worden niet gewaarborgd en het verloop van de regeringsvorming, de rol van politieke partijen en de relatie met de Europese Unie worden niet of nauwelijks geregeld.
Men verwijst verkort naar de Belgische Grondwet met Gw. of GW.

## Geschiedenis

### Totstandkoming
Op 6 oktober 1830, twee dagen na het uitroepen van de onafhankelijkheid, stelde het Voorlopig Bewind een grondwetscommissie in die een ontwerp moest uitwerken. Dat er vrij grote eensgezindheid bestond, bleek al op de eerste bijeenkomst op 12 oktober, waar met 8 tegen 1 voor een monarchie gekozen werd. Jean-François Tielemans was de enige tegenstemmer. Op nauwelijks vijf dagen vergaderen waren alle grondlijnen uitgezet. Voor het uitschrijven van het uiteindelijke ontwerp hielden Nothomb en Devaux de pen vast. Het werd met enkele kleine wijzigingen goedgekeurd door de commissie en verscheen op 27 oktober. Vanaf 25 november werd het ontwerp besproken in het Nationaal Congres. Van de alternatieve voorstellen die circuleerden zijn er een twintigtal bewaard gebleven. Het belangrijkste was een ontwerp van Joseph Forgeur, Jean Barbanson, Joseph-Stanislas Fleussu en Charles Liedts, dat meer nadruk legde op provinciale autonomie en democratie. Op 7 februari 1831 sloot het Nationaal Congres de debatten en stemde voor de Belgische Grondwet.
Het resultaat was een evenwichtige synthese van de Franse, Nederlandse en Britse constituties. Zo'n 90% van de artikelen was min of meer verbatim terug te voeren op deze voorbeelden: een 40% was behouden uit de Grondwet van 1815, een 35% was afkomstig uit het Franse charter van 1814 (licht gewijzigd in 1830), 10% uit de Franse grondwet van 1791 en 5% uit de Engelse traditie. De Britse invloed was diepgaander dan de beperkte letterlijke ontlening suggereert. Er is zelfs beweerd dat de Belgische Grondwet "heel dicht komt bij een schriftelijke reproductie van de Engelse constitutie". Het nieuwe materiaal, ongeveer een tiende deel, ging over zaken als de macht van de koning, de verhouding tussen kerk en staat, de vrijheid van vereniging en de verkiezing van senatoren. 
In de finale analyse was de tekst van 1831 geen juridisch amalgaam, maar een originele creatie. Liberaal-pluralistische staatsinstellingen van Engelse snit werden gecombineerd met een Franse visie op de volkssoevereiniteit en het (atomistische) kiezerskorps, onder weglating van het holistische natiebegrip uit de buitenlandse modellen. Het land was geen dynastiek bezit meer van een absoluut vorstenhuis, en zelfs geen gematigde monarchie waar de koning een aantal rechten had afgestaan. Alle macht ging uit van de natie, terwijl de koning geen andere macht bezat dan wat hem uitdrukkelijk was toegekend. Dit constitutionele regime moest een 'besluitenregering' zoals die van Willem I der Nederlanden onmogelijk maken. Tegelijk waren de grondwetgevers beducht voor een monolithische opvatting van de volkssoevereiniteit. Ze aanvaardden de burgers als bron van legitimiteit, maar hadden oog voor hun pluraliteit en wensten geen gestalte te geven aan een supra-individuele collectieve actor, zoals de algemene wil. Daarom bleef de notie soevereiniteit op de achtergrond en komt de term zelfs niet voor in de grondwet. De grondwetgever van 1831 schuwde abstracte en theoretische principes. Bekende concepten als de scheiding der machten, de rechtsstaat of de scheiding van kerk en staat zijn zeker aanwezig, maar worden niet in alle consequenties doorgetrokken.
Het originele exemplaar heeft verschillende branden overleefd en bevindt zich vandaag nog steeds in het Paleis der Natie in Brussel, waar de Kamer van volksvertegenwoordigers en de Senaat gevestigd zijn. Daar wordt het bewaard in een kluis van de archiefdienst. Tijdens speciale evenementen kunnen bepaalde stukken van de Grondwet tentoongesteld worden, maar dat is eerder uitzonderlijk.

### Kenmerken
De Grondwet markeerde een overgang van verlicht despotisme naar een constitutionele en parlementaire monarchie. De rol van de koning was constitutioneel omschreven en de ministers waren tegenover het parlement verantwoordelijk voor zijn daden. Dat parlement, door cijnskiesrecht voorbehouden aan de vermogende klasse, was georganiseerd in een tweekamerstelsel: de Kamer van volksvertegenwoordigers zou gedomineerd worden door de hoge burgerij en de Senaat door de hoge grondadel. Naar Zuid-Nederlandse traditie was er ruimte gemaakt voor een vrij grote provinciale autonomie, al gingen deze entiteiten terug op een door de Fransen ingevoerde hervorming. De uitgebreide catalogus van grondrechten kreeg een prominente plaats.

### Invloed
Overal in Europa waar een liberale monarchie werd opgericht, kende het Belgische model navolging. De Grondwet was niet alleen aantrekkelijk omwille van zijn inhoud, maar ook dankzij de beknopte en heldere formulering. De voornaamste imitaties werden aangenomen in Spanje (1837), Griekenland (1844 en 1864), Piëmont-Sardinië (1848), Luxemburg (1848), Bulgarije (1864) en Roemenië (1866). In Nederland (1848), Pruisen (1850) en Iran (1906) vormde hij een gewichtige inspiratiebron, en nog na de Eerste Wereldoorlog kende hij navolging in Polen, Hongarije en Tsjecho-Slowakije.
In het voorbeeld van Nederland ging het om een grondwetsherziening die het parlementarisme en de ministeriële verantwoordelijkheid invoerde, zoals bepleit door Johan Rudolph Thorbecke. Van de achttien nieuwe artikelen waren er tien letterlijk bij de zuiderburen geleend.

### Taal
De Grondwet was oorspronkelijk in het Frans opgesteld. De Nederlandse vertaling die in het Bulletin officiel des lois et arrêtés royaux de la Belgique verscheen, bleef officieus. Een officiële vertaling werd in 1925 vastgesteld bij koninklijk besluit na voorbereidend werk van de Centrale Commissie voor de Nederlandse Rechtstaal en Bestuurstaal in België, zij het nog steeds zonder rechtskracht. De authentieke Nederlandstalige versie van de grondwet dateert van 1967. In 1991 werd ook een Duitse versie officieel aangenomen.

### Herzieningen
Aanvankelijk was de Grondwet uitermate stabiel: bij de afloop van de Eerste Wereldoorlog had maar één grondwetsherziening plaatsgevonden (1893). Ze had gezorgd voor een democratisering van het kiesstelsel, wat ook een thema was van de tweede reeks grondwetsherzieningen (1920-21). Vervolgens kende de Grondwet een nieuwe periode van stabiliteit. Na bijna een halve eeuw werd die doorbroken om een begin te maken met de federalisering van het land. Een tweede staatshervorming volgde in 1980 en vanaf dan zou er bijna geen jaar meer voorbij gaan zonder grondwetsherziening.
De doorgevoerde grondwetswijzigingen zijn (chronologisch volgens afkondigingsdatum):
- 7 september 1893: invoering van het algemeen meervoudig stemrecht voor mannen en van de stemplicht, verkrijging van koloniale bezittingen door België, vastlegging van de troonopvolging
- 15 november 1920: versoepeling van de voorwaarden tot verkiesbaarheid, bezoldiging van volksvertegenwoordigers
- 7 februari 1921: invoering van het enkelvoudig stemrecht (nadat de verkiezingen van 1919 reeds op die – nog ongrondwettelijke – manier verlopen waren) en van het vrouwenkiesrecht (mits een met 2/3-meerderheid aangenomen wet)[n 2]
- 24 augustus 1921: hervorming van provincies en gemeenten en van de burgerwacht
- 15 oktober 1921: hervorming van de Senaat (gelijkstelling aan kamer qua initiatiefrecht en termijn, samenstelling, voorwaarden voor verkiesbaarheid, invoering van een onkostenvergoeding)
- 10 april 1967: invoering Nederlandse grondwettekst
- 15 januari 1968: verbod op grondwetsherzieningen in oorlogstijd
- 21 april 1970: opheffing van een overgangsbepaling
- 20 juli 1970: wijziging van belastingregels
- 24 december 1970: oprichting van drie cultuurgemeenschappen in het kader van de eerste staatshervorming, mogelijkheid om bevoegdheden af te staan aan internationale organisaties
- 28 juli 1971: verdeling van Kamerzetels per kiesarrondissement op basis van tienjarige volkstellingen
- 17 juli 1980: de tweede staatshervorming voorziet in de vorming van drie gemeenschappen en drie gewesten (Brussel bleef nog onuitgevoerd)
- 29 juli 1980: aanvulling en herschikking van de belastingregels
- 23 januari 1981: opruststelling van rechters
- 28 juli 1981: verlaging stemleeftijd naar achttien jaar
- 1 juni 1983: organisatie van de Duitstalige Gemeenschap
- 31 juli 1984: verbod op grondwetsherzieningen over de koning tijdens een regentschap, wijze van stemming in het Parlement
- 3 juni 1985: opheffing van verkiesbaarheidsvoorwaarden
- 15 juli 1988: derde staatshervorming en grondwetstoetsing door Arbitragehof
- 20 juni 1989: hervorming van de Duitstalige Gemeenschap
- 1 februari 1991: versoepeling van verkiesbaarheidsvoorwaarden
- 17 april 1991: opheffing overgangsbepaling
- 21 juni 1991: openstelling van troonopvolging voor vrouwen
- 15 juli 1991: opheffing overgangsbepaling i.v.m. Grondwet van 1815
- 23 oktober 1991: invoering Duitse grondwettekst
- 30 december 1992: eerste fase vierde staatshervorming (federalisme opgenomen in artikel 1)
- 5 mei 1993: tweede fase vierde staatshervorming (verdragsbevoegdheid deelstaten, residuele bevoegdheid bij deelstaten[n 3]), politieke hervorming (inperking rol Senaat, ministeriële verantwoordelijkheid, moties van vertrouwen en wantrouwen enz.) en invoering van de mogelijkheid tot coördinatie
- 18 juni 1993: wettelijke regeling van algemene vergadering Raad van State enkel wijzigbaar via bijzondere wet
- 17 februari 1994: coördinatie (hernummering, herschikking en afstemming terminologie)
- 25 maart 1996: hervorming van vrij verkeer door parlementsleden
- 28 februari 1997: hervorming van parlementaire onschendbaarheid
- 11 maart 1997: binnengemeentelijke territoriale organen
- 20 mei 1997: Duitstalige Gemeenschap bevoegd voor taalgebruik in onderwijs
- 12 juni 1998: berechting van federale ministers in strafzaken
- 17 juni 1998: berechting van deelstaatministers in strafzaken
- 20 november 1998: justitiehervorming in uitvoering van het Octopusakkoord
- 11 december 1998: vreemdelingenstemrecht
- 12 maart 1999: 2/3-meerderheid nodig voor decreet over binnengemeentelijke territoriale organen
- 7 mei 1999: geen assisen voor racistische persmisdrijven
- 23 maart 2000: integriteit van het kind gewaarborgd
- 16 mei 2000: afschaffing van berechten ministers door Hof van Cassatie
- 30 maart 2001: politiehervorming
- 21 februari 2002: gelijkheid van mannen en vrouwen, seksequota in de politiek
- 17 december 2002: militaire gerechten beperkt tot oorlogstijd
- 10 juni 2004: overgangsregeling gemeenschapssenatoren bij niet-herverkiezing in deelstaatparlement
- 9 juli 2004: titelvervanging tot 'Gemeenschaps- en Gewestparlementen'
- 2 februari 2005: afschaffing doodstraf
- 25 februari 2005: 'raad' van de Duitstalige gemeenschap wordt 'parlement'
- 26 maart 2005: Brussels Hoofdstedelijk Gewest bevoegd voor binnengemeentelijke territoriale organen en volksraadplegingen
- 6 december 2005: opheffing overgangsbepaling
- 25 april 2007: duurzame ontwikkeling als beleidsdoelstelling
- 7 mei 2007: Arbitragehof wordt Grondwettelijk Hof
- 22 december 2008: uitbreiding kinderrechten
- 29 maart 2012: tijdelijke afwijking herzieningsprocedure
- 19 juli 2012: eerste fase zesde staatshervorming (kieskring Brussel-Halle-Vilvoorde, randgemeenten, financiering Brussel, stemrecht Belgen buitenland, politieke vernieuwing en constitutieve autonomie)
- 6 januari 2014: tweede en derde fasen zesde staatshervorming (hervorming Senaat, afschaffing senatoren van rechtswege, samenvallende verkiezingen, constitutieve autonomie, gezamenlijke decreten, autonomie gewesten t.a.v. provincies, bevoegdheidsoverdrachten gezinsbijslag en justitie, biculturele aangelegenheden van gewestelijk belang)
- 24 oktober 2017: verlenging van de maximale aanhoudingstermijn van 24 naar 48 uur
- 22 april 2019: bekendmaking van vonnissen[12]
- 15 mei 2023: dierenwelzijn als beleidsdoelstelling

## Inhoud

### Territoriale samenstelling
Het grondgebied en de samenstellende entiteiten van België komen aan bod in titel I (art. 1-7).
In 1831 was het land een centralistisch georganiseerde staat georganiseerd in drie niveaus: het nationale niveau, de provincies en de gemeenten. De federalisering vanaf 1970 voegde hieraan het deelstatelijke niveau toe. Sinds 1993 verklaart artikel 1 van de Grondwet dat België een federale staat is, samengesteld uit gemeenschappen en gewesten. De gemeenschappen zijn de Vlaamse Gemeenschap, de Franse Gemeenschap en de Duitstalige Gemeenschap (art. 2). De gewesten zijn het Vlaams Gewest, het Waals Gewest en het Brussels Hoofdstedelijk Gewest (art. 3).
Voorts is België verdeeld in vier taalgebieden: het Nederlandse taalgebied, het Franse taalgebied, het tweetalige gebied Brussel-Hoofdstad en het Duitse taalgebied. Deze taalgebieden dienen om de territoriale bevoegdheid van de gemeenschappen en de gewesten af te bakenen. De grenzen kunnen enkel gewijzigd worden door een bijzondere wet (art. 4).
Art. 5 geeft de verdeling van het grondgebied in provincies weer. Het Vlaamse Gewest omvat de provincies Antwerpen, Limburg, Oost-Vlaanderen, Vlaams-Brabant en West-Vlaanderen. Het Waalse Gewest omvat de provincies Henegouwen, Luik, Luxemburg, Namen en Waals-Brabant. Een bijzondere wet kan bepaalde gebieden aan de indeling in provincies onttrekken (wat gebeurd is met het Brussels Hoofdstedelijk Gewest). Bij decreet kan het aantal provincies verhoogd worden. Art. 6 bepaalt dat onderverdelingen van de provincies (arrondissementen, kantons enz.) alleen door de wet kunnen worden bepaald. De grenzen van de staat, de provincies en gemeenten kunnen enkel gewijzigd worden bij wet (art. 7).

### Duurzame ontwikkeling
De Belgische overheden moeten met hun beleid een duurzame ontwikkeling beogen. Dit is sinds 2007 onderdeel van de Grondwet (artikel 7bis). Het begrip omvat een sociale, economische en ecologische dimensie, alsook intergenerationele solidariteit. Dit is het enige artikel onder titel Ibis.

### Nationaliteit en vreemdelingen
De twee grondwetsartikelen over nationaliteit staan in het deel over politieke rechten en grondrechten, omdat deze aan Belgen toekomen. Deze rechten vallen onder titel II, De Belgen en hun rechten genaamd.
Nochtans kent de Grondwet aan vreemdelingen op Belgische bodem in principe gelijke rechten toe, zowel voor hun persoon als hun vermogen (art. 191). Uitzonderingen zijn mogelijk voor zover expliciet bij wet bepaald. Volgens het Grondwettelijk Hof moeten deze uitzonderingen objectief verantwoord zijn en niet onevenredig met het nagestreefde doel.
Het verkrijgen, behouden en verliezen van de nationaliteit is bij wet te regelen (art. 8). Constitutioneel is er dus geen voorkeur voor het jus soli, het jus sanguinis of een combinatie (al liet het oorspronkelijke art. 133 wel toe dat vreemdelingen die vóór 1814 in België woonden door een eenvoudige verklaring de nationaliteit bekwamen). Naturalisatie wordt al sinds 1831 bij wet verleend (art. 9).
Het stemrecht is niet langer voorbehouden aan Belgen. De Grondwet laat toe dat het bij wet wordt uitgebreid naar zowel burgers van de Europese Unie die niet de Belgische nationaliteit hebben als vreemdelingen van buiten de EU (art. 8). Deze constitutionele mogelijkheid is enkel op het gemeentelijke niveau in de praktijk gebracht.

### Grondrechten
Alle Belgen zijn gelijk voor de wet.
De grondrechten zitten voornamelijk vervat in titel II: De Belgen en hun rechten van de Grondwet. Achtereenvolgens komen aan bod:
- Het gelijkheidsbeginsel (art. 10).
- Het verbod op discriminatie in de toepassing van rechten en vrijheden, en de bescherming van ideologische en filosofische minderheden (art. 11).
- Gelijke rechten voor vrouwen en mannen, inclusief gelijke toegang tot politieke en openbare mandaten (art. 11bis).
- De persoonlijke vrijheid, met vervolging enkel mogelijk op grond van de wet en aanhouding enkel op rechterlijk bevel (art. 12).
- De toegang tot de rechter die wettelijk bevoegd is (art. 13).
- Het legaliteitsbeginsel, waardoor straffen enkel kunnen worden ingevoerd of toegepast krachtens een wet (art. 14).
- De afschaffing van de doodstraf (art. 14bis).
- De onschendbaarheid van de woning en het verbod op onwettelijke huiszoekingen (art. 15).
- Het recht op eigendom en de waarborgen tegen onteigening (art. 16) en algemene verbeurdverklaring (art. 17).
- De afschaffing van de burgerlijke dood (art. 18).
- De vrijheid van eredienst en het recht om zijn geloof publiek te belijden, zonder vrijgeleide om misdrijven te plegen of dwang ten aanzien van anderen (art. 19 en 20).
- De bepalingen inzake scheiding van kerk en staat: de overheid komt niet tussen in de interne werking van de kerk, de kerk laat prioriteit aan het burgerlijk huwelijk (art. 21).
- De vrijheid van meningsuiting, zonder vrijgeleide om misdrijven te plegen (art. 19).
- De eerbiediging van het privéleven en gezinsleven (art. 22).
- De kinderrechten (art. 22bis).
- Het recht van eenieder op een menswaardig leven (art. 23), met inbegrip van:
  - het recht op arbeid, op vrije beroepskeuze, op billijke werkomstandigheden en loon, op informatie, overleg en collectief onderhandelen;
  - het recht op sociale zekerheid, op bescherming van de gezondheid en op sociale, geneeskundige en juridische bijstand;
  - het recht op een behoorlijke huisvesting;
  - het recht op de bescherming van een gezond leefmilieu;
  - het recht op culturele en maatschappelijke ontplooiing.

- De vrijheid van onderwijs, waarbij de gemeenschap de vrije keuze van de ouders waarborgt en neutraal onderwijs inricht en waarbij gelijke rechten gelden voor studenten, ouders, personeelsleden en onderwijsinstellingen (art. 24).
- Het recht op onderwijs, met eerbiediging van de grondrechten en kosteloze toegang tot het einde van de leerplicht (art. 24).
- De persvrijheid, met een verbod op censuur en op het eisen van borgsommen (art. 25).
- Het recht vreedzaam en ongewapend te vergaderen zonder voorafgaand verlof, tenzij voor bijeenkomsten in open lucht (art. 26).
- Het recht van vereniging (art. 27).
- Het petitierecht (art. 28).
- De onschendbaarheid van het briefgeheim en de wettelijke aanduiding van agenten die post mogen openen (art. 29).
- Het vrije gebruik van de landstalen en de mogelijkheid om een taal op te leggen voor handelingen van het openbaar gezag en voor gerechtszaken (art. 30).
- De aansprakelijkheid van ambtenaren in het uitoefenen van hun functie: de wet mag vorderingen niet onderwerpen aan voorafgaande toestemming, tenzij voor ministers (art. 31).
- De openbaarheid van bestuur en het wettelijk omschrijven van uitzonderingen (art. 32).
- Het stemrecht ofwel actief kiesrecht (art. 61, 116 en 162, 1°).
- Het recht te worden gekozen ofwel passief kiesrecht (art. 64, 69, 116 en 162, 1°).

Toch zijn er ook grondrechten die de Belgische Grondwet niet expliciet waarborgt. Voorbeelden hiervan zijn het verbod op foltering en het recht op een eerlijk proces. Deze rechten zijn daarentegen wel gewaarborgd in internationale mensenrechtenverdragen die België binden. Naast de grondrechten die in titel II van de Grondwet worden opgesomd, gelden in België immers ook de rechten die vervat liggen in het Europees Verdrag voor de Rechten van de Mens (EVRM), dat gesloten werd in het kader van de Raad van Europa. Op de naleving van dat verdrag wordt toegezien door het Europees Hof voor de Rechten van de Mens in Straatsburg. Binnen de Europese Unie is ook het Handvest van de grondrechten van de Europese Unie (2000) van belang, met als rechterlijk orgaan het Hof van Justitie van de Europese Unie in Luxemburg. Beide grondrechtencatalogi hebben een verschillende rechtskracht. Uit art. 51 van het EU-Handvest wordt afgeleid dat dit document geen directe werking heeft voor burgers, maar wel direct gericht is tot België als EU-lidstaat. Het EVRM heeft in België wel directe werking, wat men afleidt uit art. 34 van de Belgische Grondwet en uit het Smeerkaasarrest van het Hof van Cassatie uit 1971.
Sinds 2003 kan het Grondwettelijk Hof, alle wetten, decreten en ordonnanties toetsen aan titel II van de Grondwet, en de rechten vervat in art. 170, 172 en 191 (in verband met de gelijkheid van Belgen en vreemdelingen, het verbod te discrimineren op het vlak van belastingen enz.). Zo kan vermeden worden dat er wetten in strijd met deze mensenrechten zouden toegepast worden. Op die manier wordt de naleving van de rechten van de Belgen dus verzekerd. Bij de interpretatie van de rechten uit titel II van de Grondwet maakt het Grondwettelijk Hof ook gebruik van het EVRM, zodat er geen verschillende interpretaties van dezelfde beginselen kunnen ontstaan.

### Machtenscheiding en beleidsniveaus
In titel III wordt de staatsstructuur van België vastgelegd naar beleidsniveau (internationaal, federaal, deelstatelijk, lokaal) en volgens het principe van de scheiding der machten. De wetgevende, de uitvoerende en de rechterlijke macht worden in principe aan verschillende instanties toevertrouwd. Deze drieledige structuur wordt op alle niveaus van de staat toegepast, van het federale tot het gemeentelijke niveau. De instanties van iedere macht moeten elkaar in het oog houden en adviseren en controleren, zodat ze hun macht op een verantwoorde manier uitoefenen. Daarom spreekt men eerder van een samenwerking dan van een strikte scheiding der machten. De scheiding der machten is een basisprincipe van de Belgische rechtsstaat, maar is echter niet uitdrukkelijk in de grondwet bevestigd. Men moet de scheiding als het ware afleiden uit de "geest" van de Belgische grondwet.
In principe moet de macht van de staat uitgeoefend worden door de instanties die de grondwet aanwijst (art. 33). Het is door dit artikel dat er in België geen bindend referendum kan worden gehouden zonder de grondwet te wijzigen: het aannemen van een wet wordt in de grondwet immers opgedragen aan de Koning, Kamer van volksvertegenwoordigers en Senaat en dus niet aan de bevolking door middel van directe democratie. Gewestelijke, provinciale en gemeentelijke volksraadplegingen zijn wel uitdrukkelijk toegelaten (artikelen 39bis en 41). Het ontbreken van referenda op nationaal niveau is een gevolg van de nationale soevereiniteit die de grondwetgevers van 1831 in gedachte hadden.
België was oorspronkelijk een unitaire staat, zonder deelstaten. De communautaire problemen tussen Nederlandstaligen en Franstaligen maakten een behoud van deze structuren onmogelijk. Op taalvlak werd een regeling uitgewerkt in de taalwetgeving, wat echter niet voldoende bleek. Een ruimere autonomie werd daarom uitgewerkt in de opeenvolgende staatshervormingen. De inrichting van de deelstaten is omschreven in de eerste titel (zie hoger: Territoriale samenstelling).
De Grondwet stelt alvast in het vooruitzicht dat de federale overheid slechts uitdrukkelijk toegewezen bevoegdheden zal hebben (art. 35). Alle residuaire bevoegdheden zullen aan de deelstaten toekomen. Vooraleer deze wijziging in voege kan treden, moet er in de grondwet een lijst komen van de exclusieve bevoegdheden van de federale overheid, wat een erg omvangrijke taak is, en moet een bijzondere wet bepalen wie bevoegd zal zijn voor het residu (verdeling tussen gemeenschappen en gewesten). Tot deze politiek erg gevoelige regeling gemaakt is, ligt het residu nog bij de federale overheid, aldus de overgangsbepaling die van kracht blijft totdat de bevoegdheidslijst en bijzondere wet worden aangenomen.

#### Supranationaal
De Grondwet laat toe dat de uitoefening van bepaalde bevoegdheden wordt toevertrouwd aan volkenrechtelijke instellingen (artikel 34). Deze sedert 1970 ingevoerde bepaling moest met name het lidmaatschap van de Europese Unie schragen. De rechters hebben het aangegrepen om een theorie over de voorrang van het Europese recht op te bouwen (zie verder: Status en handhaving).

#### Federale wetgever
De federale wetgevende macht wordt tezamen uitgeoefend door de Kamer van volksvertegenwoordigers, de Senaat en de koning (art. 36). De wetgevende bevoegdheid wordt uitgeoefend door middel van wetten, bijzondere wetten, interpretatieve wetten, naturalisatiewetten, begrotingswetten, programmawetten, kaderwetten, opdrachtwetten en volmachtenwetten.
Federale verkiezingen vinden (in principe) om de vier jaar plaats (art. 65 en 70). Elke kiezer heeft slechts één stem (art. 61). De stemming is verplicht en geheim (art. 62). Om senator of volksvertegenwoordiger te worden moet men Belg zijn, het genot hebben van de burgerlijke en politieke rechten, 18 jaar oud zijn en in België wonen (art. 64 en 69).
De Kamer van volksvertegenwoordigers telt 150 leden die rechtstreeks worden verkozen door de burgers (art. 63). De Senaat telt 60 leden, waarvan er 50 worden afgevaardigd uit de deelstaatparlementen (gemeenschappen en gewesten) en 10 gecoöpteerd op basis van de verkiezingsresultaten voor de Kamer (art. 67).
Men kan niet tegelijk lid zijn van beide kamers. Een parlementslid dat benoemd wordt tot minister moet zijn zetel in het parlement voor de duur van het ministerschap opgeven (art. 50). Een parlementslid dat als bezoldigd ambtenaar benoemd wordt, moet zijn zetel in het parlement opgeven (art. 51). Deze bepalingen zijn opgenomen om te vermijden dat zij slaafs de regering zouden volgen in alle stemmingen in het parlement, omdat ze van die regering afhankelijk zouden zijn voor hun inkomen. Dit is ingevoerd na een aantal misbruiken in de 19e eeuw.
De vergaderingen van de kamers zijn in principe openbaar (art. 47). Beslissingen worden bij volstrekte meerderheid genomen. Beslissingen kunnen enkel geldig genomen worden indien de meerderheid van de parlementsleden aanwezig is (art. 53).
De parlementaire onverantwoordelijkheid houdt in dat parlementsleden niet kunnen vervolgd worden voor het uiten van een mening of een stem in de uitoefening van hun functie (art. 58). Strafrechtelijke vervolgingen in het algemeen zijn slechts toegelaten met de toestemming van de kamer waartoe het parlementslid behoort (art. 59).
De oorspronkelijke grondwet gaf de Kamer en de Senaat gelijke bevoegdheden in alle materies. Wetsvoorstellen moesten daarom vaak verschillende keren heen en weer gezonden worden tussen beide kamers, wat voor veel vertraging zorgde. De huidige grondwet beperkt de gelijke bevoegdheid van beide kamers tot bepaalde materies (art. 77). Voor andere materies heeft de Senaat een evocatierecht (art. 78). Dit betekent dat de Senaat wetsvoorstellen enkel behandelt als een meerderheid van zijn leden daarom vraagt (met ten minste een derde van de leden van elke taalgroep). Alleen de Kamer is bevoegd voor wetten inzake naturalisaties, aansprakelijkheid van ministers, staatsfinanciën en vaststelling van het legercontingent (art. 74).
Naast de bevoegdheid om over wetten te stemmen, beschikt elke kamer over het recht om parlementaire onderzoekscommissies op te richten (art. 56).
De derde tak van de wetgevende macht wordt gevormd door de Koning (die ook de uitvoerende macht vormt). Net als de beide Kamers heeft hij het recht om wetgeving te initiëren (art. 75), via het neerleggen van een wetsontwerp. De Koning neemt niet deel aan de debatten over de wetten of aan de stemmingen. Hij bekrachtigt de wetten en kondigt ze af eens ze gestemd zijn. De bekrachtiging is de instemming van de Koning als wetgever en de afkondiging zijn verklaring als uitvoerder dat de wet overeenkomstig de procedures tot stand gekomen is. Theoretisch kan de Koning een gestemde wet dus tegenhouden, maar de abortuskwestie maakte duidelijk dat dit een constitutionele crisis zou veroorzaken.

#### Federale uitvoerende macht
Op federaal niveau berust de uitvoerende macht bij de Koning (art. 37). Hiermee worden de Koning en de federale regering bedoeld.
Koning

De grondwettelijke macht van de Koning gaat bij erfopvolging over op de natuurlijke en wettige nakomelingschap van Leopold I van België, in de rechte lijn en volgens eerstgeboorterecht (art. 85). Deze nakomeling verliest zijn rechten op de troon wanneer hij huwt zonder de toestemming van de Koning. Als er geen nakomelingen zijn, kan de koning een opvolger aanstellen die de goedkeuring nodig heeft van de Kamer en de Senaat. Wanneer dit niet gebeurt, is de troon onbezet (art. 86).
Bij de troonsbestijging legt de Koning in een vergadering van de Verenigde Kamers de volgende eed af: “Ik zweer dat ik de Grondwet en de wetten van het Belgische volk zal naleven, 's Lands onafhankelijkheid handhaven en het grondgebied ongeschonden bewaren” (art. 91).
De Koning kan niet tegelijk Koning zijn van België en van een andere staat. Een zogenaamde personele unie is slechts mogelijk wanneer in beide kamers een 2/3-meerderheid behaald wordt. Dit artikel is één keer gebruikt, nl. in 1885 toen Leopold II ook soeverein werd van Kongo-Vrijstaat.
De Koning is onschendbaar en wordt gedekt door ministeriële verantwoordelijkheid (art. 88). De Koning kan in principe niet vervolgd worden voor zijn daden of voor de meningen die hij uit. Elke officiële handeling van de Koning moet daarom bevestigd worden door een minister, die hierdoor de verantwoordelijkheid opneemt voor die handeling. De Koning kan dus op zijn eentje geen enkele beslissing nemen. In de praktijk gaat het dan ook om beslissingen van de regering, die ondertekend worden door de Koning.
De Civiele Lijst van de Koning, de toelage die de Koning krijgt, wordt bij wet vastgesteld voor de duur van zijn regeerperiode (art. 89). Zolang hij aan de macht blijkt, kan het bedrag dus niet gewijzigd worden. Dit is bedoeld om te vermijden dat er voortdurende discussies zouden zijn over de monarchie.
Wanneer de Koning sterft, komen de kamers uiterlijk de tiende dag na zijn overlijden samen om de nieuwe Koning de eed te horen afleggen. In tussentijd worden zijn bevoegdheden uitgeoefend door de federale regering, die beslist bij consensus en regeert in naam van het Belgische volk (art. 90). Als de troonopvolger nog minderjarig is, wordt een regent en een voogd aangesteld door de kamers (art. 92). Dit geldt ook als de Koning in de onmogelijkheid verkeert te regeren (geestesziekte, coma, buitenlandse gevangenschap enz.), nadat de regering die onmogelijkheid heeft vastgesteld (art. 93). Ook wanneer de troon onbezet is (geen opvolger), stellen de kamers een regent aan. Daarna komen er verkiezingen en stellen de nieuwe kamers een nieuwe Koning aan (art. 95). Dit artikel zorgt ervoor dat de bevolking via de verkiezingen wordt betrokken in de keuze van een nieuwe vorst. Het regentschap mag slechts aan één persoon worden opgedragen en die persoon moet de grondwettelijke eed hebben afgelegd (art. 94).
Regering

De Koning benoemt en ontslaat zijn ministers. De regering is verplicht haar ontslag in te dienen wanneer zij is weggestemd door een constructieve motie van wantrouwen en dan is de Koning verplicht de voorgedragen opvolger te benoemen (art. 96). Alleen Belgen kunnen minister zijn (art. 97) en leden van de koninklijke familie zijn uitgesloten (art. 98).
De regering bestaat maximaal uit 15 ministers (geen beperking op het aantal staatssecretarissen). Ze bestaat uit evenveel Nederlandstaligen als Franstaligen (pariteit), eventueel de premier uitgezonderd (art. 99).
De ministers hebben zitting in elke kamer en het woord moet hen verleend worden wanneer zij er om vragen (art. 100). Deze regel is ingevoerd om het mogelijk te maken voor de ministers om hun beleid te verdedigen. Daarom kunnen de kamers ook hun aanwezigheid vorderen (art. 100). De ministers zijn verantwoordelijk voor het gevoerde beleid tegenover de Kamer van volksvertegenwoordigers (art. 101). Dit is de tegenhanger van de onverantwoordelijkheid van de Koning. Sinds 1993 kan de Senaat het vertrouwen in de regering niet meer opzeggen.
Net als parlementsleden kunnen ministers niet het voorwerp zijn van enig onderzoek naar aanleiding van een mening die ze hebben geuit in de uitoefening van hun ambt (art. 101). In geen geval kan een bevel van de Koning hen ontslaan van die verantwoordelijkheid (art. 102), om te vermijden dat op die manier niemand verantwoording zou dragen voor het beleid. Ministers die een misdrijf hebben begaan in de uitoefening van hun ambt kunnen enkel vervolgd worden voor het hof van beroep. Ook wanneer zij een misdrijf hebben gepleegd tijdens hun ambtstermijn, maar dat niets te maken heeft met de uitoefening van hun functie, worden zij vervolgd voor het hof van beroep wanneer die vervolging plaatsvindt tijdens hun ambtstermijn (art. 103). Een strafvordering tegen een minister kan enkel ingesteld worden door het Openbaar Ministerie, en niet, zoals voor andere burgers, door het slachtoffer. Hiervoor is toestemming nodig van de kamers, net als voor de aanhouding van een minister. De mogelijkheden van burgerlijke partijstelling worden geregeld bij wet. Bovendien mag de Koning een veroordeeld minister enkel genade verlenen op verzoek van de kamers (art. 103).
De Koning benoemt en ontslaat de staatssecretarissen. Deze zijn lid van de federale regering, maar niet van de ministerraad (om de pariteit te omzeilen). Zij worden toegevoegd aan een minister. De Koning bepaalt hun bevoegdheden en de mate waarin zij het recht van medeondertekening krijgen. In de regel zijn op hen dezelfde bepalingen van toepassing als op ministers (art. 104).
Bevoegdheden

De Koning heeft geen andere macht dan die welke de Grondwet of andere wetten hem uitdrukkelijk toekennen (art. 105). De uitvoerende macht heeft dus enkel die bevoegdheden die ze van de wetgevende macht heeft gekregen. Aangezien de Koning onschendbaar is (art. 88), heeft geen enkele akte die van hem uitgaat gevolgen wanneer ze niet is ondertekend door een minister. Die minister wordt verantwoordelijk voor die handeling of akte ten aanzien van het parlement (art. 106).
De Koning verleent de graden in het leger en benoemt de ambtenaren bij het algemeen bestuur en bij de buitenlandse betrekkingen. Andere ambtenaren benoemt hij alleen krachtens een uitdrukkelijke wetsbepaling (art. 107). De Koning maakt de verordeningen en neemt de besluiten die voor de uitvoering van de wetten nodig zijn. Daarbij mag hij nooit de wetten zelf schorsen of vrijstelling van hun uitvoering verlenen (art. 108). Hij bekrachtigt de wetten en kondigt ze af (art. 109).
De Koning mag door de rechters uitgesproken straffen kwijtschelden of verminderen (art. 110). Ten aanzien van federale en deelstaatministers kan dit genaderecht alleen worden uitgeoefend als het betrokken parlement ermee instemt (art. 111).
De Koning heeft het recht munt te slaan (art. 112), mensen in de adelstand te verheffen (art. 113) en militaire orden te verlenen (art. 114).

#### Deelstaatparlementen
Er is een Raad van de Vlaamse Gemeenschap, Vlaamse Raad genoemd, en een Raad van de Franse Gemeenschap. De samenstelling en de werking worden geregeld in de Bijzondere Wet op de Hervorming van de Instellingen. Er is een Raad van de Duitstalige Gemeenschap, waarvan de samenstelling en de werking door een gewone wet worden bepaald. Tenzij anders geregeld, is er ook voor elk gewest een Raad. (art. 115)
De Raden zijn in ieder geval samengesteld uit rechtstreeks verkozen mandatarissen (art. 116)
De leden worden gekozen voor vijf jaar. Tenzij een bijzondere wet er anders over beschikt, vinden de verkiezingen voor alle Raden plaats op dezelfde dag en bovendien samen met de verkiezingen voor het Europese Parlement. (art. 117)
De bijzondere wet regelt de verkiezingen voor de Raden, net als de samenstelling en de werking ervan. Een gewone wet volstaat met betrekking tot de Raad van de Duitstalige Gemeenschap.
Een bijzondere wet kan deze aangelegenheden toevertrouwen aan de Raden zelf (de zogenaamde constitutieve autonomie). Die bevoegdheden moeten dan uitgeoefend worden door de Raden met een meerderheid van twee derden van de uitgebrachte stemmen, op voorwaarde dat de meerderheid van de leden van de betrokken Raad aanwezig is. (art. 118)
Binnen de grenzen van de Staat hebben de leden van de Raden vrij verkeer op alle verkeerswegen door de openbare overheden geëxploiteerd of in concessie gegeven. (art. 118bis)
Een lid van een Raad kan niet tegelijk lid zijn van de Kamer van volksvertegenwoordigers of de Senaat, tenzij als gemeenschapssenator (art. 119). De leden genieten dezelfde onschendbaarheid als de federale parlementsleden (art. 120).

#### Deelstaatregeringen
Er is een Regering van de Vlaamse Gemeenschap en een Regering van de Franse Gemeenschap, waarvan de samenstelling en de werking worden bepaald door de Bijzondere Wet op de Hervorming van de Instellingen. Er is ook een Regering van de Duitstalige Gemeenschap, waarvan de samenstelling en de werking door een gewone wet worden bepaald. Ook de Gewesten beschikken normaliter over een regering (art. 121). De leden van die regeringen worden in ieder geval gekozen door de leden van de Raad (art. 122). Ook met betrekking tot de regeringen kan constitutieve autonomie gegeven worden aan de Gemeenschappen en Gewesten, door middel van een bijzondere wet (art. 123).
Geen lid van een Gemeenschaps- of Gewestregering kan worden vervolgd of aan enig onderzoek onderworpen naar aanleiding van een mening of een stem in de uitoefening van zijn ambt uitgebracht (art. 124). Voor de vervolging van de regionale ministers geldt dezelfde regeling als voor de federale ministers (art. 125).
De bepalingen met betrekking tot de Gemeenschaps- en Gewestregeringen zijn ook van toepassing op de gewestelijke staatssecretarissen (art. 126).

#### Gemeenschapsbevoegdheden
Elke gemeenschap heeft de bevoegdheden welke haar door de Grondwet of door de (bijzondere) wetten worden toegekend (art. 38).
De Raden van de Vlaamse en de Franse Gemeenschap regelen, ieder wat hem betreft, bij decreet:
1. de culturele aangelegenheden: wat hier onder valt wordt bepaald in een bijzondere wet
2. het onderwijs, met uitsluiting van:
  1. de bepaling van het begin en het einde van de leerplicht;
  2. de minimale voorwaarden voor het uitreiken van de diploma's;
  3. de pensioenregeling;
3. de samenwerking tussen de gemeenschappen, alsook de internationale samenwerking, met inbegrip van het sluiten van verdragen met betrekking tot deze aangelegenheden. Een bijzondere wet legt de regels voor samenwerking en het sluiten van verdragen vast.

Deze decreten hebben kracht van wet respectievelijk in het Nederlandse taalgebied en in het Franse taalgebied, alsmede ten aanzien van de instellingen gevestigd in het tweetalige gebied Brussel-Hoofdstad die, wegens hun activiteiten moeten worden beschouwd uitsluitend te behoren tot de ene of de andere gemeenschap (art. 127).
Daarnaast zijn de Raden van de Vlaamse en de Franse Gemeenschap bevoegd om bij decreet de persoonsgebonden aangelegenheden te regelen. Ook hieromtrent kunnen ze samenwerken met de andere gemeenschappen of verdragen sluiten.
Deze decreten hebben kracht van wet respectievelijk in het Nederlandse taalgebied en in het Franse taalgebied, alsmede, tenzij wanneer een bijzondere wet er anders over beschikt, ten aanzien van de instellingen gevestigd in het tweetalige gebied Brussel-Hoofdstad die, wegens hun organisatie, moeten worden beschouwd uitsluitend te behoren tot de ene of de andere gemeenschap (art. 128).
Art. 129 bepaalt dat de Raden van de Vlaamse en de Franse Gemeenschap bij decreet regelen, het gebruik van de talen voor:
1. de bestuurszaken;
2. het onderwijs in de door de overheid opgerichte, gesubsidieerde of erkende instellingen;
3. de sociale betrekkingen tussen de werkgevers en hun personeel, alsmede de door de wet en de verordeningen voorgeschreven akten en bescheiden van de ondernemingen.

Deze decreten hebben kracht van wet, respectievelijk in het Nederlandse taalgebied en in het Franse taalgebied, uitgezonderd wat betreft:
1. faciliteitengemeenten
2. de diensten waarvan de werkkring verder reikt dan het taalgebied waarin zij gevestigd zijn;
3. de door de wet aangewezen federale en internationale instellingen waarvan de werking gemeen is aan meer dan één gemeenschap.

De Raad van de Duitstalige Gemeenschap regelt bij decreet:
1. de culturele aangelegenheden;
2. de persoonsgebonden aangelegenheden;
3. het onderwijs, binnen de grenzen bepaald in artikel 127
4. de samenwerking tussen de gemeenschappen, alsmede de internationale samenwerking, daarin begrepen het sluiten van verdragen, voor wat haar bevoegdheden betreft.
5. het gebruik van de talen voor het onderwijs in de door de overheid opgerichte, gesubsidieerde of erkende instellingen.

Een wet stelt de in 1° en 2° vermelde culturele en persoonsgebonden aangelegenheden vast, alsook de in 4° vermelde vormen van samenwerking en de wijze waarop de verdragen worden gesloten.
Deze decreten hebben kracht van wet in het Duitse taalgebied (art. 130).
De wet stelt de regelen vast ter voorkoming van elke discriminatie om ideologische en filosofische redenen (art. 131). Dit resulteerde in de procedure van de ideologische alarmbel.
Het recht van initiatief berust bij de Gemeenschapsregering en bij de leden van de Gemeenschapsraad (art. 132).
Alleen het decreet kan een authentieke uitlegging van de decreten geven (art. 133).

#### Gewestbevoegdheden
De bijzondere wet bepaalt de bevoegdheden van de gewesten (art. 39).
De wetten ter uitvoering van artikel 39 bepalen de rechtskracht van de regelen die de organen, welke zij oprichten, uitvaardigen in de aangelegenheden, welke zij aanduiden. Zij kunnen aan deze organen de bevoegdheid toekennen om decreten met kracht van wet uit te vaardigen op het gebied en op de wijze die zij bepalen (art. 134).
Dit artikel is erg vaag, wat zijn oorsprong vindt in het feit dat men oorspronkelijk niet goed wist wat men met de Gewesten moest aanvangen. Later is de omschrijving bewust zo vaag gehouden om bij bijzondere wet makkelijk bevoegdheden te kunnen overdragen, zonder daarvoor de zware procedure van Grondwetsherziening te moeten volgen. Daardoor zijn de gegevens m.b.t. de Gewesten niet terug te vinden in de Grondwet maar in de Bijzondere Wet op de Hervorming van de Instellingen.

#### Brussel
Een bijzondere wet regelt de instellingen van het Brussels Hoofdstedelijk Gewest (art. 135). Dit is de Bijzondere Brusselwet. Er bestaan taalgroepen in het parlement van het Brusselse Hoofdstedelijke Gewest. Wanneer die taalgroepen apart vergaderen vormen zij colleges die bevoegd zijn voor de gemeenschapsaangelegenheden. Hun samenstelling, werking, bevoegdheden en financiering worden geregeld door een bijzondere wet. De colleges vormen samen het Verenigd College, dat fungeert als overleg- en coördinatieorgaan tussen de beide gemeenschappen (art. 136).

#### Fusies en overdrachten tussen deelstaten
De organen van de Vlaamse en Franse Gemeenschap kunnen gewestbevoegdheden uitoefenen, onder de voorwaarden en op de wijze die de bijzondere wet bepaalt (art. 137). Dit was in de eerste plaats bedoeld voor Vlaanderen, waar het geringe gewicht van de Brusselaars een fusie toeliet tot één parlement en één regering. Dit zijn eigenlijk gemeenschapsinstellingen die ook alle functies van het Vlaams Gewest uitoefenen. Aan de andere kant van de taalgrens is dit niet gebeurd, door de sterke positie van Franstalig Brussel en omdat het Waals Gewest ook het gebied van de Duitstalige Gemeenschap omvat.
De omgekeerde beweging wordt ook mogelijk gemaakt door de grondwet (art. 138): bevoegdheden van de Franse Gemeenschap verdelen over het Waalse Gewest en de Franse Gemeenschapscommissie (COCOF). De delegerende parlementen moeten beslissen met een tweederdemeerderheid.
Ook een overdracht van Waalse gewestbevoegdheden aan de Duitstalige Gemeenschap is grondwettelijk mogelijk (art. 139).

#### Bevoegdheids- en belangenconflicten
Doordat de keuze voor een federale staat waarin de rechtsnormen van het centrale niveau op gelijk hoogte staan als die van de deelstaten, is er nood aan procedures en instanties om de conflicten tussen de verschillende entiteiten op te lossen. Hierbij wordt een onderscheid gemaakt tussen bevoegdheidsconflicten (men is het niet eens wie voor een bepaalde materie bevoegd is) en belangenconflicten (het ene niveau kan door zijn handelingen de belangen van het andere niveau schaden).
De Grondwet laat het voorkomen van bevoegdheidsconflicten over aan een bijzondere wet (art. 141). Als preventie faalt, kan het Grondwettelijk Hof het bevoegdheidsgeschil beslechten. Voor belangenconflicten, waar men per hypothese binnen zijn bevoegdheid is gebleven, verlaat de Grondwet zich op een politieke oplossing. Alle entiteiten moeten het principe van de federale loyauteit in acht nemen bij de uitoefening van hun bevoegdheden. Als er toch een belangenconflict ontstaat tussen wetgevende vergaderingen, doet de Senaat uitspraak bij wege van gemotiveerd advies (niet bindend). Voor belangenconflicten tussen regeringen voorziet een bijzondere wet de procedure om ze te voorkomen en te regelen (art. 143).

#### Grondwettelijk Hof
Er bestaat voor geheel België een Grondwettelijk Hof, waarvan de samenstelling en de werking door een bijzondere wet worden bepaald. Dit hof is grondwettelijk bevoegd om bij wege van arrest uitspraak te doen over bevoegdheidsconflicten, schendingen van het gelijkheidsbeginsel en van de onderwijsvrijheid. Een bijzondere wet kan het hof bevoegd maken om de naleving van nog andere grondwetsartikelen te toetsen.
Een zaak kan bij het Hof aanhangig worden gemaakt door iedere bij bijzondere wet aangewezen overheid, door ieder die doet blijken van een belang of, prejudicieel, door ieder rechtscollege (art. 142).

#### Rechterlijke macht
De rechterlijke macht behoort tot de bevoegdheid van de federale overheid. De federaal georganiseerde hoven en rechtbanken zijn ook bevoegd om schendingen van normen die uitgaan van de deelstaten te bestraffen.
Geschillen over burgerlijke rechten behoren bij uitsluiting tot de bevoegdheid van de rechtbanken (art. 144). Geschillen over politieke rechten behoren tot de bevoegdheid van de rechtbanken, behoudens de bij de wet gestelde uitzonderingen (art. 145). Dergelijke geschillen kunnen dus aan de rechterlijke macht worden onttrokken. Alle rechtscolleges moeten krachtens een wet worden ingesteld. Uitzonderingsrechtbanken mogen niet in het leven worden geroepen (art. 146).
Er bestaat voor geheel België een Hof van Cassatie, dat enkel toeziet op de correcte toepassing van de rechtsnormen en dus geen kennis neemt van de feitelijke omstandigheden (art. 147).
De terechtzittingen van de rechtbanken zijn publiek, tenzij de openbaarheid gevaar oplevert voor de openbare orde of de goede zeden. In dat geval kan de rechtbank enkel bij gemotiveerd vonnis beslissen om achter gesloten deuren te zetelen. Inzake politieke misdrijven en drukpersmisdrijven is unanimiteit tussen de rechters vereist om de deuren te sluiten (art. 148). Dit artikel zorgt ervoor dat de samenleving controle kan uitoefenen op de rechtspraak. Vonnissen bevatten een motivering en worden in openbare terechtzitting uitgesproken (art. 149).
Criminele zaken, politieke misdrijven en persmisdrijven worden aan een jury voorgelegd (in de Assisenhoven). Dit is niet vereist voor racistische drukpersmisdrijven (art. 150).
De rechters zijn onafhankelijk in de uitoefening van hun rechtsprekende bevoegdheden. Het openbaar ministerie is onafhankelijk in de individuele opsporing en vervolging, maar de justitieminister kan vervolging bevelen en bindende richtlijnen vaststellen inzake strafrechtelijk beleid, inclusief opsporing en vervolging (art. 151, § 1).
Er bestaat voor geheel België een Hoge Raad voor de Justitie. Deze bestaat uit een Nederlandstalig en uit een Franstalig college. Elk college telt evenveel leden en is paritair samengesteld:
- enerzijds uit rechters en leden van het openbaar ministerie die rechtstreeks verkozen worden door hun gelijken
- anderzijds uit andere leden benoemd door de Senaat met een tweederdemeerderheid.

Binnen elk college is er een benoemings- en aanwijzingscommissie en een advies- en onderzoekscommissie, die elk paritair zijn samengesteld uit de twee bovenstaande categorieën (art. 151 §2).
De Hoge Raad voor de Justitie oefent zijn bevoegdheden uit in volgende materies :
1. de voordracht van de kandidaten voor een benoeming tot rechter of tot lid van het openbaar ministerie;
2. de voordracht van de kandidaten voor een aanwijzing als voorzitter van een rechtbank of hof en in de functies van korpschef bij het openbaar ministerie;
3. de toegang tot het ambt van rechter of van lid van het openbaar ministerie;
4. de vorming van de rechters en de leden van het openbaar ministerie;
5. het opstellen van standaardprofielen voor de aanwijzingen bedoeld van magistraten;
6. het geven van adviezen en voorstellen inzake de algemene werking en de organisatie van de rechterlijke orde;
7. het algemeen toezicht op en de bevordering van het gebruik van de interne controlemiddelen;
8. met uitsluiting van enige tuchtrechtelijke en strafrechtelijke bevoegdheid:
  1. het ontvangen en het opvolgen van klachten inzake de werking van de rechterlijke orde;
  2. het instellen van een onderzoek naar de werking van de rechterlijke orde.

Onder de voorwaarden en op de wijze bepaald bij de wet, worden de bevoegdheden vermeld onder 1° tot en met 4° toegewezen aan de bevoegde benoemings- en aanwijzingscommissie en de bevoegdheden vermeld onder 5° tot en met 8° toegewezen aan de bevoegde advies- en onderzoekscommissie. De wet bepaalt in welke gevallen de commissies hun bevoegdheden gezamenlijk uitoefenen. De Raad kan nog bijkomende bevoegdheden krijgen bij bijzondere wet (art. 151 §3).
De vrederechters, de rechters in de rechtbanken, de raadsheren in de hoven en in het Hof van Cassatie worden door de Koning benoemd. Deze benoeming geschiedt op gemotiveerde voordracht van de bevoegde benoemings- en aanwijzingscommissie, bij een tweederdemeerderheid en na afweging van de bekwaamheid en geschiktheid. De voordracht kan enkel door de Koning worden geweigerd op de wijze bij de wet bepaald en mits motivering. De hoven geven, voorafgaandelijk aan de voordracht, een gemotiveerd advies over de benoeming van raadsheren (art. 151 §4). De voorzitters van de hoven en rechtbanken worden door de Koning aangewezen, op gemotiveerde voordracht van de bevoegde benoemings- en aanwijzingscommissie, bij een tweederdemeerderheid. De benoeming van de voorgedragen kandidaat kan enkel worden geweigerd mits motivering. In geval van aanwijzing tot eerste voorzitter van het Hof van Cassatie of van de hoven geven de betrokken algemene vergaderingen voorafgaandelijk aan de voordracht een gemotiveerd advies. De voorzitter en de afdelingsvoorzitters van het Hof van Cassatie, de kamervoorzitters van de hoven en de ondervoorzitters van de rechtbanken worden door de hoven en de rechtbanken in deze functies aangewezen uit hun leden. De wet bepaalt de wet de duur van de aanwijzingen in deze functies (art. 151 §5).
De magistraten worden onderworpen aan periodieke evaluaties (art. 151 §6), maar zijn overigens voor het leven benoemd. Zij worden in ruste gesteld op de bij de wet bepaalde leeftijd en genieten het bij de wet bepaalde pensioen. Geen rechter kan uit zijn ambt worden ontzet of worden geschorst dan door een vonnis. De overplaatsing van een rechter kan niet geschieden dan door een nieuwe benoeming en met zijn toestemming (art. 152). Dit artikel is opgenomen om te vermijden dat de regering een rechter die voor haar ongunstige uitspraken doet zou straffen door hem uit zijn ambt te ontzetten, te degraderen, over te plaatsen... Het biedt een grote waarborg voor de onafhankelijkheid van de rechters.
De Koning benoemt en ontslaat de leden van het openbaar ministerie bij de hoven en rechtbanken (art. 153). Zij zijn de vervolgende overheid en voeren deels het vervolgingsbeleid van de regering uit. Zij zijn dus logischerwijs minder onafhankelijk van de regering dan de zetelende magistratuur.
De wedden van de leden der rechterlijke orde worden door de wet vastgesteld (art. 154). Ook deze bepaling heeft de bedoeling de onafhankelijkheid van de rechters te garanderen. Wanneer de regering hiervoor bevoegd zou zijn, zouden zij anders rechters financieel kunnen benadelen wanneer zij de regering in het ongelijk zouden durven stellen. Rechter mogen geen bezoldigde ambten aanvaarden van een regering, tenzij onbezoldigd en behoudens de wettelijke gevallen van onverenigbaarheid (art. 155). Dit artikel wil voorkomen dat de regering rechters zou "omkopen" door hen lucratieve functies aan te bieden, waardoor ze op een andere manier weer afhankelijk zouden worden van de regering.
Er zijn in België vijf hoven van beroep (art. 156):
1. dat van Brussel, waarvan het rechtsgebied de provincies Vlaams-Brabant en Waals-Brabant en het tweetalige gebied Brussel-Hoofdstad omvat;
2. dat van Gent, waarvan het rechtsgebied de provincies Oost-Vlaanderen en West-Vlaanderen omvat;
3. dat van Antwerpen, waarvan het rechtsgebied de provincies Antwerpen en Limburg omvat;
4. dat van Luik, waarvan het rechtsgebied de provincies Luik, Namen en Luxemburg omvat;
5. dat van Bergen, waarvan het rechtsgebied de provincie Henegouwen omvat.

In oorlogstijd zijn er militaire gerechten. De organisatie van de militaire gerechten, hun bevoegdheid, de rechten en verplichtingen van de leden van deze gerechten, alsmede de duur van hun ambt worden bij wet geregeld.
Er zijn rechtbanken van koophandel (nu ondernemingsrechtbank genoemd), arbeidsgerechten en Strafuitvoeringsrechtbanken. De wet regelt hun organisatie en bevoegdheid (art. 157).
Het Hof van Cassatie doet uitspraak over conflicten van attributie (art. 158). Dit zijn bevoegdheidsconflicten tussen de rechterlijke macht (met bovenaan het Hof van Cassatie) en de administratieve rechtscolleges (met bovenaan de Raad van State).
De hoven en rechtbanken passen de algemene, provinciale en plaatselijke besluiten en verordeningen alleen toe in zoverre zij met de wetten overeenstemmen (art. 159). Deze bepaling is onderdeel van de rechtsstaat. Ze geeft aan de rechter de mogelijkheid om besluiten van de regering die niet in overeenstemming zijn met de wet, de grondwet of een verdrag met rechtstreekse werking buiten toepassing te laten (ze blijven nog wel bestaan). Op die manier wordt de burger beschermd tegen machtsmisbruik door de uitvoerende macht. Hiernaast heeft men ook nog de mogelijkheid om dit besluit te laten vernietigen door de Raad van State.

#### Raad van State
Er bestaat voor geheel België een Raad van State, waarvan de samenstelling, de bevoegdheid en de werking door de wet worden bepaald (met mogelijkheid tot delegatie aan de Koning).
De Raad van State doet bij wege van arrest uitspraak als administratief rechtscollege en geeft advies aan de parlementen en regeringen over de wetsontwerpen (art. 160).
Dit artikel geeft weer dat de Raad van State uit twee afdelingen bestaat met elk hun eigen taak.
Onder de Raad van State kunnen administratieve rechtscollege worden ingesteld krachtens een wet (art. 161).

#### Lokale besturen
De provinciale en gemeentelijke instellingen worden bij de wet geregeld. Hierbij moeten minstens de volgende principes verzekerd worden (art. 162):
1. de rechtstreekse verkiezing van de leden van de provincieraden en de gemeenteraden;
2. de bevoegdheid van de provincieraden en van de gemeenteraden voor alles wat van provinciaal c.q. gemeentelijk belang is, behoudens goedkeuring van hun handelingen in bepaalde gevallen:
3. de decentralisatie van bevoegdheden naar de provinciale en gemeentelijke instellingen;
4. de openbaarheid van de vergaderingen der provincieraden en gemeenteraden binnen de bij de wet gestelde grenzen;
5. de openbaarheid van de begrotingen en van de rekeningen;
6. het optreden van de toezichthoudende overheid of van de federale wetgevende macht om te beletten dat de wet wordt geschonden of het algemeen belang geschaad.

De bevoegdheid om dit te regelen is in 2001 overgedragen aan de gewesten.
De bevoegdheden die in het Vlaamse en het Waalse Gewest worden uitgeoefend door verkozen provinciale organen, worden in het tweetalige gebied Brussel-Hoofdstad uitgeoefend door de Vlaamse en de Franse Gemeenschap, via de Vlaamse Gemeenschapscommissie, de Franse Gemeenschapscommissie en de Gemeenschappelijke Gemeenschapscommissie (art. 163).
Het opmaken van de akten van de burgerlijke stand en het houden van de registers behoren bij uitsluiting tot de bevoegdheid van de gemeenten (art. 164).
Bij wet kunnen agglomeraties en federaties van gemeenten opgericht worden. Elke agglomeratie en elke federatie heeft een raad en een uitvoerend college. De voorzitter van het uitvoerend college wordt door de raad uit zijn leden verkozen; zijn verkiezing wordt door de Koning bekrachtigd; de wet bepaalt zijn statuut. De grenzen van de agglomeraties en van de federaties van gemeenten kunnen niet worden veranderd of gecorrigeerd dan krachtens een wet (art. 165). Van de mogelijkheid om agglomeraties op te richten werd enkel gebruikgemaakt met betrekking tot Brussel. De bevoegdheden van de agglomeratie Brussel worden uitgeoefend door de organen van het Brussels Hoofdstedelijk Gewest, op de manier die bepaald wordt in de bijzondere wet. Deze organen:
1. hebben, elk voor hun gemeenschap, dezelfde bevoegdheden als de andere inrichtende machten inzake culturele aangelegenheden, onderwijs en persoonsgebonden aangelegenheden;
2. oefenen, elk voor hun gemeenschap, de bevoegdheden uit die hun worden opgedragen door de parlementen van de Vlaamse en de Franse Gemeenschap;
3. regelen samen de in 1° bedoelde aangelegenheden van gemeenschappelijk belang (art. 166).

### Bijzondere beleidsdomeinen

#### Buitenlandse betrekkingen
De Koning heeft de leiding van de buitenlandse betrekkingen, wat niet wegneemt dat de gemeenschappen en gewesten bevoegd zijn tot internationale samenwerking in hun domein, inclusief het sluiten van verdragen (art. 167 §1 lid 1). Deze paragraaf wil de eenheid van het Belgisch buitenlands beleid verzoenen met deelstatelijke autonomie. Doel is te vermijden dat de entiteiten een tegenstrijdig buitenlands beleid zouden voeren, waardoor België internationaal in ernstige problemen zou kunnen komen.
De koning voert het bevel over de krijgsmacht, stelt de staat van oorlog vast alsook het einde van de vijandelijkheden. Hij brengt de kamers hiervan op de hoogte, zodra het belang en de veiligheid van de staat het toelaten (art. 167 §1 lid 2). Vier koningen hebben er een beroep op gedaan: Leopold I (in de onafhankelijkheidsoorlog met Nederland), Leopold II (toen er dreiging was dat België in de Frans-Duitse oorlog van 1870 betrokken zou worden), Albert I (in de Eerste Wereldoorlog) en Leopold III (in de Tweede Wereldoorlog). Ze meenden hiervoor niet, zoals voor andere handelingen, de steun van een minister nodig te hebben op grond van deze bepaling en het feit dat ze gezworen hadden "het grondgebied ongeschonden te bewaren" (zie art. 91). Na de Koningskwestie werd beslist dat dit artikel net zoals alle andere bepalingen van de Grondwet vereist dat de regering instemt met alle handelingen van de Koning.
Geen afstand, geen ruil, geen toevoeging van grondgebied kan plaatshebben dan krachtens een wet (art. 167 §1 lid 3). Dit artikel werd opgenomen om te vermijden dat de Koning zonder het parlement daarin te kennen een verdrag zou gesloten hebben met Nederland na de onafhankelijkheid.
De Koning sluit verdragen met betrekking tot de federale bevoegdheden, mits de kamers het goedkeuren (art. 167 §2). De deelstaatregeringen sluiten verdragen die betrekking hebben op hun bevoegdheden. Deze verdragen moeten instemming verkrijgen van het betrokken parlement (art. 167 §3). De bevoegdheid van de gemeenschappen en gewesten op dit vlak wordt nader geregeld in een bijzondere wet (art. 167 §4). De Koning kan de verdragen gesloten vóór 18 mei 1993 (de datum waarop de gemeenschappen en gewesten bevoegd werden om verdragen te sluiten) opzeggen in overeenstemming met de betrokken deelstaatregering (art. 167 §5). Deze bepaling was nodig omdat bij die verdragen België partij is en niet de deelstaat.
Van bij het begin der onderhandelingen over elke herziening van de verdragen tot oprichting van de Europese Gemeenschappen en van de verdragen en akten waarbij deze verdragen zijn gewijzigd of aangevuld, worden de kamers daarover geïnformeerd. Zij krijgen kennis van het ontwerpverdrag vóór de ondertekening ervan (art. 168). Dit artikel moet ervoor zorgen dat het parlement nauwer betrokken wordt bij de evoluties in de ontwikkeling van de Europese Unie. Daardoor kunnen ze de regering meer sturen bij de onderhandelingen over het verdrag.
Wanneer een deelstaat zijn verplichtingen onder internationaal recht niet nakomt, kan de federale overheid in de plaats treden van die deelstaat en dit probleem oplossen (art. 169). Dit om te vermijden dat België hiervoor aansprakelijk gesteld zou worden en schadevergoeding zou moeten betalen.

#### Staatsfinanciën
Belastingen voor de federale staat kunnen enkel ingevoerd worden door een wet. Belastingen voor gemeenschappen en gewesten kunnen enkel ingevoerd worden door een decreet of ordonnantie. Belastingen voor provincies of gemeenten kunnen enkel worden ingevoerd door een beslissing van hun raad. Die gemeentelijke of provinciale belasting kan eventueel afgeschaft worden door een wet (art. 170). Dit artikel heeft de bedoeling om er voor te zorgen dat er enkel belastingen kunnen ingevoerd worden door de volksvertegenwoordigers en niet door de uitvoerende macht, op eender welk niveau.
De belastingen ten behoeve van de staat, de gemeenschap en het gewest moeten jaarlijks door het parlement worden goedgekeurd (art. 171). Ze zijn dus slechts voor één jaar geldig, om te vermijden dat de belastingen zich zouden opstapelen zonder dat de wetgevende macht nog een overzicht zou hebben van de belastingdruk.
Inzake belastingen kunnen geen voorrechten worden ingevoerd. Geen vrijstelling of vermindering van belasting kan worden ingevoerd dan door een wet (art. 172). Dit artikel zorgt ervoor dat niemand gediscrimineerd wordt op het fiscale vlak. Het is dus een concrete toepassing van art. 10.
Behalve voor de provincies, de polders en wateringen en de andere wettelijke uitzonderingen kan van de burgers geen retributie worden gevorderd dan als belasting ten behoeve van de staat, de gemeenschap, het gewest, de agglomeratie, de federatie van gemeenten of de gemeente (art. 173).
Elk jaar wordt door de Kamer van volksvertegenwoordigers de eindrekening vastgesteld en de begroting goedgekeurd (art. 174 lid 1). De eindrekening is het overzicht van inkomsten en uitgaven van het afgelopen jaar. Op die manier controleert het parlement of de regering het belastinggeld goed gespendeerd heeft. De begroting bevat een schatting van de inkomsten en uitgaven van het volgend jaar, waarvoor het parlement dan zijn toestemming moet geven. De Kamer van volksvertegenwoordigers en de senaat zijn wel bevoegd om te beslissen over hun eigen middelen, los van de regering (art. 174 lid 2). Dit zorgt ervoor dat de regering het parlement niet zonder financiële middelen kan zetten. Alle staatsontvangsten en -uitgaven moeten op de begroting en in de rekeningen worden gebracht (art. 174 lid 3). De regering kan dus niet in het geheim bepaalde middelen gebruiken, elke cent moet verantwoord worden.
Een bijzondere wet stelt het financieringsstelsel voor de Vlaamse en de Franse Gemeenschap vast. De parlementen van de Vlaamse en de Franse Gemeenschap regelen, elk voor zich, de bestemming van hun ontvangsten bij decreet (art. 175). Ook voor de Duitstalige Gemeenschap (art. 176) en voor de gewesten (art. 177) geldt deze regeling. Onder de voorwaarden en op de wijze die de bijzondere wet bepaalt, draagt het parlement van het Brusselse Hoofdstedelijke Gewest financiële middelen over aan de Gemeenschappelijke Gemeenschapscommissie en aan de Vlaamse en de Franse Gemeenschapscommissies (art. 178).
Pensioen en gratificaties ten laste van de staatskas mogen enkel worden toegekend krachtens een wet (art. 179). Op die manier vermijdt men dat de regering bepaalde personen gunsten zou toekennen ten koste van de belastingbetaler.
De leden van het Rekenhof worden door de Kamer van volksvertegenwoordigers benoemd, voor de tijd bij de wet bepaald. Dit hof is belast met het nazien en het vereffenen der rekeningen van het algemeen bestuur en van allen die tegenover de staatskas rekenplichtig zijn. Het waakt ervoor dat geen artikel van de begroting wordt overschreden en dat de middelen niet anders aangewend worden. Het hof oefent tevens algemeen toezicht uit op de inkomsten van de staat, met inbegrip van de fiscale ontvangsten. Het stelt de rekeningen van de overheden vast en is ermee belast daartoe alle nodige inlichtingen en bewijsstukken te verzamelen. De algemene staatsrekening wordt aan de Kamer van volksvertegenwoordigers voorgelegd met de opmerkingen van het rekenhof, het zogenaamde blunderboek (art. 180).
De wedden en pensioenen van de voorgangers in de erediensten en niet-confessionele diensten komen ten laste van de Staat (art. 181). Oorspronkelijk was dit artikel een toegeving aan de katholieken: voortaan zouden de priesters door de overheid betaald worden. Pas veel later is dit uitgebreid tot de vrijzinnige organisaties die zich bezighouden met zingeving.

#### Leger en politie
De wet bepaalt op welke wijze het leger wordt aangeworven. Zij regelt eveneens de bevordering, de rechten en de verplichtingen van de militairen (art. 182). Het legercontingent, dit is het aantal personen dat onder de wapens is, wordt jaarlijks goedgekeurd door een wet, die slechts voor een jaar van kracht is (art. 183). Hieruit blijkt dat het leger toch voor een belangrijk deel onder controle van het parlement blijft staan. Hiermee wou men een staatsgreep door het leger of de uitvoerende macht vermijden.
De organisatie en de bevoegdheid van de geïntegreerde politiedienst, gestructureerd op twee niveaus (de lokale en federale politie), worden bij de wet geregeld, net als de essentiële elementen van het statuut van de personeelsleden (art. 184).
Enkel krachtens een wet mogen vreemde troepen worden aangeworven, het grondgebied bezetten of erdoorheen trekken (art. 185). Hiermee wil men vermijden dat de uitvoerende macht een staatsgreep zou plegen met de hulp van een buitenlands leger.
Militairen kunnen niet van hun graden, ererechten en pensioenen worden ontzet dan op de wijze bij de wet bepaald (art. 186).

### Algemene bepalingen
De Grondwet kan noch geheel, noch ten dele worden geschorst (art. 187). Op die manier is de burger beveiligd tegen alle machten en kan hij niet zomaar zijn grondwettelijke rechten verliezen. Ook wordt belet dat een van de staatsmachten alle macht naar zich toe zou trekken door eenzijdig de grondwet te schorsen.
Met ingang van de dag waarop de Grondwet uitvoerbaar wordt, zijn alle daarmee strijdige wetten, decreten, besluiten, reglementen en andere akten opgeheven (art. 188). Hiermee zorgde de grondwetgever ervoor dat het recht uit de Oostenrijkse, Franse of Nederlandse tijd niet langer zou gelden, voor zover het onverenigbaar was met de grondwet.
De tekst van de Grondwet is in het Nederlands, in het Frans en in het Duits gesteld (art. 189). Hiermee wordt aangegeven dat de tekst van de grondwet in de drie landstalen authentiek is (i.e. gelijkwaardig en zonder verschillen in betekenis).
Geen wet, geen besluit of verordening van algemeen, provinciaal of gemeentelijk bestuur is verbindend dan na te zijn bekendgemaakt in de vorm bij de wet bepaald (art. 190). Door dit artikel wordt vermeden dat de burger niet zou weten aan welke wetten en besluiten hij zich zou moeten houden. Die bekendmaking gebeurt wat de federale overheid en de deelstaten betreft in het Belgisch Staatsblad.
Vreemdelingen genieten de persoonlijke en vermogensrechtelijke bescherming die voor Belgen geldt, tenzij de wet daarvan afwijkt (art. 191 - zie hoger: Nationaliteit en vreemdelingen).
Het opleggen van een eed en het vaststellen van de bewoordingen kan enkel bij wet (art. 192). Dit toon aan hoe groot het belang was dat vroeger aan zo'n zware morele verplichting werd gehecht. In de meeste gevallen luidde te tekst: "Ik zweer getrouwheid aan de Koning, gehoorzaamheid aan de Grondwet en aan de wetten van het Belgische volk".
De Belgische Natie kiest als kleuren rood, geel en zwart, en als rijkswapen de Belgische Leeuw met de kenspreuk EENDRACHT MAAKT MACHT (art. 193). In dit artikel is een fout geslopen: de kleuren zijn omgekeerd (normaal geeft men de kleuren van een vlag weer vanaf de stok en zou het dus zwart-geel-rood moeten zijn) en er is niet vermeld of het gaat om horizontale dan wel verticale strepen. Het nationale volkslied, de Brabançonne, is niet opgenomen.
De stad Brussel is de hoofdstad van België en de zetel van de federale regering (art. 194).

### Herziening en coördinatie
Een herziening van de grondwet start met een verklaring door de federale wetgevende macht dat er redenen zijn tot herziening van bepaalde artikelen (art. 195 lid 1). De drie takken van de wetgevende macht, die in deze fase de pre-constituante worden genoemd, moeten hierover dezelfde verklaring afleggen. Enkel de artikelen die in de drie verklaringen voorkomen, zijn vatbaar voor herziening die aangenomen worden bij gewone meerderheid (50%+1). Na de verklaring zijn beide kamers van rechtswege ontbonden (art. 195 lid 2) en volgen er dus verkiezingen. Theoretisch krijgt de burger daardoor de mogelijkheid om zich in de verkiezingen uit te spreken over de voorgestelde wijzigingen. Na de verkiezingen komen de nieuwe kamers bijeen en beslissen, in overeenstemming met de Koning waarbij dit geheel de constituante vormt, over de punten die aan herziening zijn onderworpen (art. 195 lid 3 en 4). Ze mogen niet beraadslagen wanneer niet ten minste twee derden van hun leden aanwezig zijn. Een herziening is alleen aangenomen als ze ten minste twee derden van de stemmen heeft verkregen (art. 195 lid 5). De Luxemburgse Grondwet had tot 2003 een gelijkaardige procedure.
Er mag geen herziening van de Grondwet worden ingezet of voortgezet in oorlogstijd of wanneer de Kamers verhinderd zijn vrij bijeen te komen op het federale grondgebied (art. 196). Tijdens een regentschap mag in de Grondwet geen verandering worden aangebracht wat betreft de grondwettelijke macht van de Koning en de artikelen 85 tot 88, 91 tot 95, 106 en 197 van de Grondwet (art. 197).
In overeenstemming met de Koning kunnen de grondwetgevende kamers de nummering van de artikelen en de onderverdelingen van artikelen van de Grondwet, evenals de onderverdeling van de Grondwet in titels, hoofdstukken en afdelingen aanpassen, de terminologie van de niet aan herziening onderworpen bepalingen wijzigen om deze in overeenstemming te brengen met de terminologie van de nieuwe bepalingen en de Nederlandse, de Franse en de Duitse tekst van de Grondwet met elkaar in overeenstemming brengen. Hiertoe mogen de Kamers niet beraadslagen wanneer niet ten minste twee derden van de leden aanwezig zijn. De veranderingen zijn alleen aangenomen als het geheel van de wijzigingen ten minste twee derden van de stemmen heeft verkregen (art. 198). Deze techniek om de Grondwet wat op te frissen en de structuur te verhelderen heet coördinatie.

## Status en handhaving
De Grondwet is in principe de hoogste rechtsnorm in België. Regels die in strijd zijn met de grondwet, kunnen worden vernietigd of buiten toepassing verklaard.
Niettemin is de Grondwet ondergeschikt aan het volledige EU-recht. Deze zienswijze wordt gehuldigd door het Europese Hof van Justitie, dat daarin – vrij uniek binnen Europa – gevolgd lijkt te worden door de Belgische rechters. In het arrest-Orfinger (1996) liet de Raad van State het Europese verbod op discriminatie naar nationaliteit vóórgaan op de grondwettelijke regel dat ambtenaren Belg moeten zijn. Weliswaar hing de Raad zijn redenering nog op aan artikel 34 van de Grondwet, dat de constitutionele grondslag vormt voor het toevertrouwen van de interpretatie van Europese verdragen aan het Hof van Justitie. Deze rechtspraak ligt in de lijn van het monisme met primauteit van het internationaal recht, een jurisprudentieel leerstuk dat in België is ingevoerd door het Hof van Cassatie door het Smeerkaasarrest van 1971. Deze uitspraak maakt het Belgische recht ondergeschikt aan het internationaal recht met rechtstreekse werking. Volgens het Smeerkaasarrest is elke rechter verplicht de toepassing van een wet of een decreet te weigeren wanneer deze wet of dit decreet in strijd is met een verdrag met rechtstreekse werking. Het Hof van Cassatie heeft nog niet expliciet gesteld dat dit ook geldt voor grondwettelijk recht.
Sinds 1988 beschikt België over een Grondwettelijk Hof, een rechtscollege dat erop toeziet dat de Grondwet door de verschillende wetgevende instanties wordt nageleefd. Tot 2007 heette het 'Arbitragehof'. De naamswijziging markeerde een uitbreiding van het aantal grondwettelijke bepalingen waaraan het hof kan toetsen (hetzij na een vernietigingsberoep, hetzij via prejudiciële vraag). Waar het voorheen enkel toezag op bevoegdheidsverdelende regels en de beginselen van gelijkheid, non-discriminatie en onderwijsvrijheid (artikelen 10-11 en 24), werd dit voortaan het volledige deel over rechten en vrijheden (titel II), de wettigheid en gelijkheid van belastingen (artikelen 170-172) en de bescherming voor vreemdelingen (art. 191). Het hof kan ook toetsen aan mensenrechtenverdragen, algemene beginselen en andere grondwetsbepalingen via de artikelen 10-11 of analoge grondwetsbepalingen. In dit geval geldt het vereiste van directe werking niet.

## Andere grondwettelijke teksten
Naast de eigenlijke Grondwet bestaan in België nog twee andere teksten met grondwettelijke waarde:
- Decreet van 18 november 1830 (onafhankelijkheidsverklaring)[n 5]
- Decreet van 24 november 1830 (uitsluiting van het huis Oranje-Nassau)[n 6]

Deze grondwettelijke status vloeit voort uit het decreet van 24 februari 1831 waarmee de Volksraed achteraf verklaarde dat hij deze twee eerdere decreten genomen had als "corps constituant". Van de onafhankelijkheidsverklaring is echter niet zeker of deze ook als decreet werd opgevat. Klaarblijkelijk wilde men deze decreten buiten de Grondwet houden om ze niet voor herziening vatbaar te maken. Niettemin heeft de Raad van State geoordeeld dat de wetgevende macht ze toch kan opheffen of wijzigen. De Raad laat het zelfs aan de wetgever over om te beslissen of aan het decreet een rechtswaarde moet worden toegekend die gelijk is aan die van een grondwetsbepaling (en dus of een herzienbaarverklaring nodig is). In het parlement zijn herhaaldelijk voorstellen ingediend om het decreet voor herziening vatbaar te verklaren, als eerste stap naar een opheffing. De voorstellen in deze zin komen vaak van Vlaams-nationalistische politici.

## Varia
- In een toespraak tot de kamer over de impasse rond het Egmontpact kondigde Leo Tindemans in 1978 onverwacht het ontslag van zijn regering aan. Hij wenste niet over de constitutionele bezwaren van de Raad van State heen te stappen, omdat "de Grondwet voor mij geen vodje papier is".[23]
- Tijdens de Tweede Wereldoorlog overschreed Leopold III bewust de constitutionele grenzen. Klaarblijkelijk stootten zijn plannen op enige weerstand in katholieke kringen, want professor Louis Levaux rapporteert hoe Leopolds hofaalmoezenier, mgr. Colle, hen probeerde te overtuigen met de vraag "Hoe kunnen jullie nog geloven in dat vodje papier dat de grondwet is?".[24]
- Charles Baudelaire was in 1864-65 al met het grondwettelijk vodje op de proppen gekomen, in het postuum uitgegeven Arm België. Hij schreef: "La constitution n'est qu'un chiffon. Les constitutions sont du papier. Les mœurs sont tout. — La liberté belge est un mot. Elle est sur le papier; mais elle n'existe pas, parce que personne n'en a besoin" (vertaald: 'De grondwet is niet meer dan een vodje. Grondwetten zijn papier. Gewoontes zijn alles. De Belgische vrijheid is een woord. Ze is neergeschreven op papier, maar ze bestaat niet, want niemand heeft ze nodig').[25]
- Félix Coveliers bracht in 1885 een badinerende berijming van de Grondwet uit onder de titel La Constitution belge en vers.